# Chambroncourt
Chambroncourt (/ʃɑ̃.bʁɔ̃.kuʁ/) est une commune française située dans le département de la Haute-Marne, en région Grand Est, et dans l'ancienne région Champagne-Ardenne.

## Géographie
Chambroncourt est une commune rurale situé à l'est du département de la Haute-Marne.
La grande ville la plus proche à vol d'oiseau est Liffol-le-Grand, situé à 13 km dans le département voisin des Vosges. Andelot serait la grande commune haut-marnaise la plus proche à 14 km.

### Localisation
Chambroncourt se situe à 33 km de Chaumont (à vol d'oiseau), 22 km de Joinville-en-Vallage et 21 km de Neufchâteau (Vosges).
Communes les plus proches à vol d'oiseau:
- Morionvilliers à 2 km
- Trampot (Vosges) à 2,5 km
- Leurville à 3 km
- Busson à 4,3 km
- Épizon à 5 km

### Géologie et relief
Le relief autour de Chambroncourt est relativement plat par rapport au reste du département. On peut observer quelques légères déformations topographiques en allant vers Morionvilliers.

### Paysages
Les environs immédiats du village sont composés de champs uniquement. On retrouve quelques massifs forestiers en se dirigeant vers Épizon au nord, ou au sud, à la frontière avec le département des Vosges.

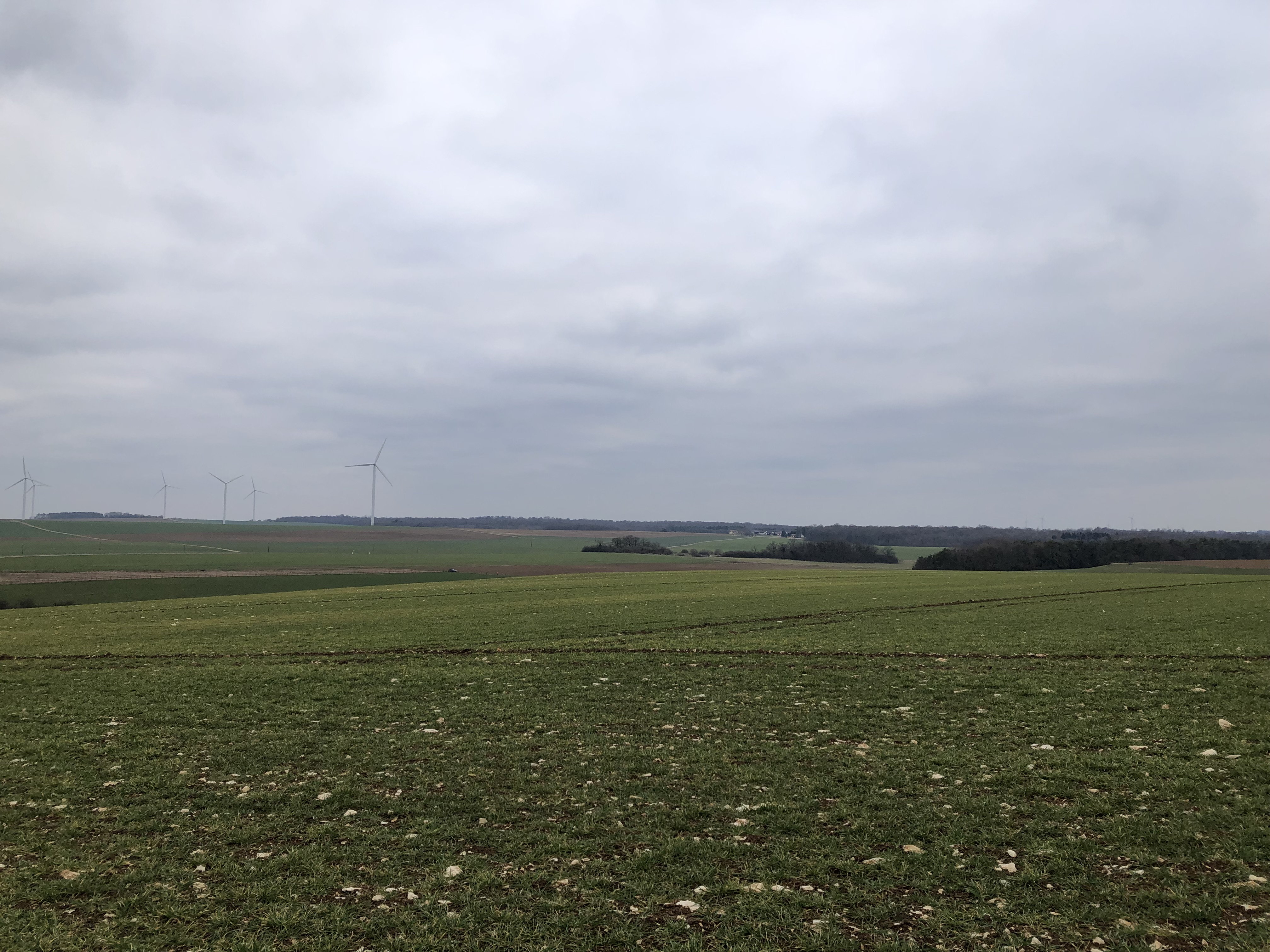
Paysage autour de Chambroncourt

### Hydrographie
La commune est dans la région hydrographique « la Seine de sa source au confluent de l'Oise (exclu) » au sein du bassin Seine-Normandie. Elle n'est drainée par aucun cours d'eau,.

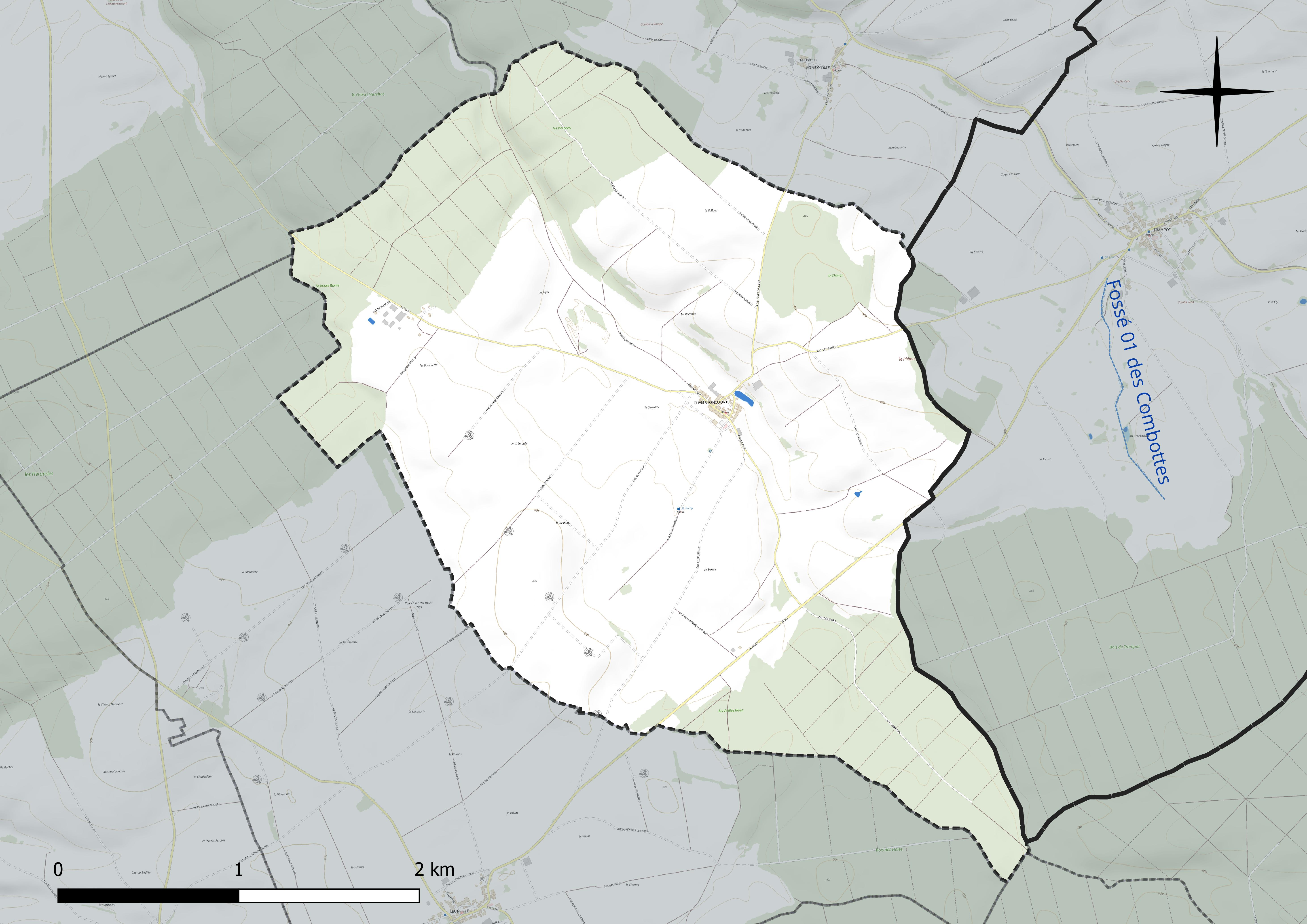
Réseau hydrographique de Chambroncourt.

### Climat
Pour des articles plus généraux, voir Climat du Grand Est et Climat de la Haute-Marne.
En 2010, le climat de la commune est de type climat de montagne, selon une étude du Centre national de la recherche scientifique s'appuyant sur une série de données couvrant la période 1971-2000. En 2020, Météo-France publie une typologie des climats de la France métropolitaine dans laquelle la commune est exposée à un climat océanique altéré et est dans la région climatique  Lorraine, plateau de Langres, Morvan, caractérisée par un hiver rude (1,5 °C), des vents modérés et des brouillards fréquents en automne et hiver. 
Pour la période 1971-2000, la température annuelle moyenne est de 9,4 °C, avec une amplitude thermique annuelle de 16,5 °C. Le cumul annuel moyen de précipitations est de 1 068 mm, avec 13,8 jours de précipitations en janvier et 9,8 jours en juillet. Pour la période 1991-2020, la température moyenne annuelle observée sur la station météorologique de Météo-France la plus proche, « Busson_sapc », sur la commune de Busson à 4 km à vol d'oiseau, est de 10,1 °C et le cumul annuel moyen de précipitations est de 1 085,5 mm. 
La température maximale relevée sur cette station est de 39,1 °C, atteinte le 25 juillet 2019 ; la température minimale est de −17,7 °C, atteinte le 5 janvier 1995,,. 
Les paramètres climatiques de la commune ont été estimés pour le milieu du siècle (2041-2070) selon différents scénarios d'émission de gaz à effet de serre à partir des nouvelles projections climatiques de référence DRIAS-2020. Ils sont consultables sur un site dédié publié par Météo-France en novembre 2022.

## Urbanisme

### Typologie
Au 1er janvier 2024, Chambroncourt est catégorisée commune rurale à habitat très dispersé, selon la nouvelle grille communale de densité à sept niveaux définie par l'Insee en 2022.
Elle est située hors unité urbaine et hors attraction des villes,.

### Occupation des sols
L'occupation des sols de la commune, telle qu'elle ressort de la base de données européenne d’occupation biophysique des sols Corine Land Cover (CLC), est marquée par l'importance des territoires agricoles (67,3 % en 2018), une proportion identique à celle de 1990 (67,3 %). La répartition détaillée en 2018 est la suivante : 
terres arables (60,3 %), forêts (32,7 %), prairies (7 %). L'évolution de l’occupation des sols de la commune et de ses infrastructures peut être observée sur les différentes représentations cartographiques du territoire : la carte de Cassini (XVIIIe siècle), la carte d'état-major (1820-1866) et les cartes ou photos aériennes de l'IGN pour la période actuelle (1950 à aujourd'hui).

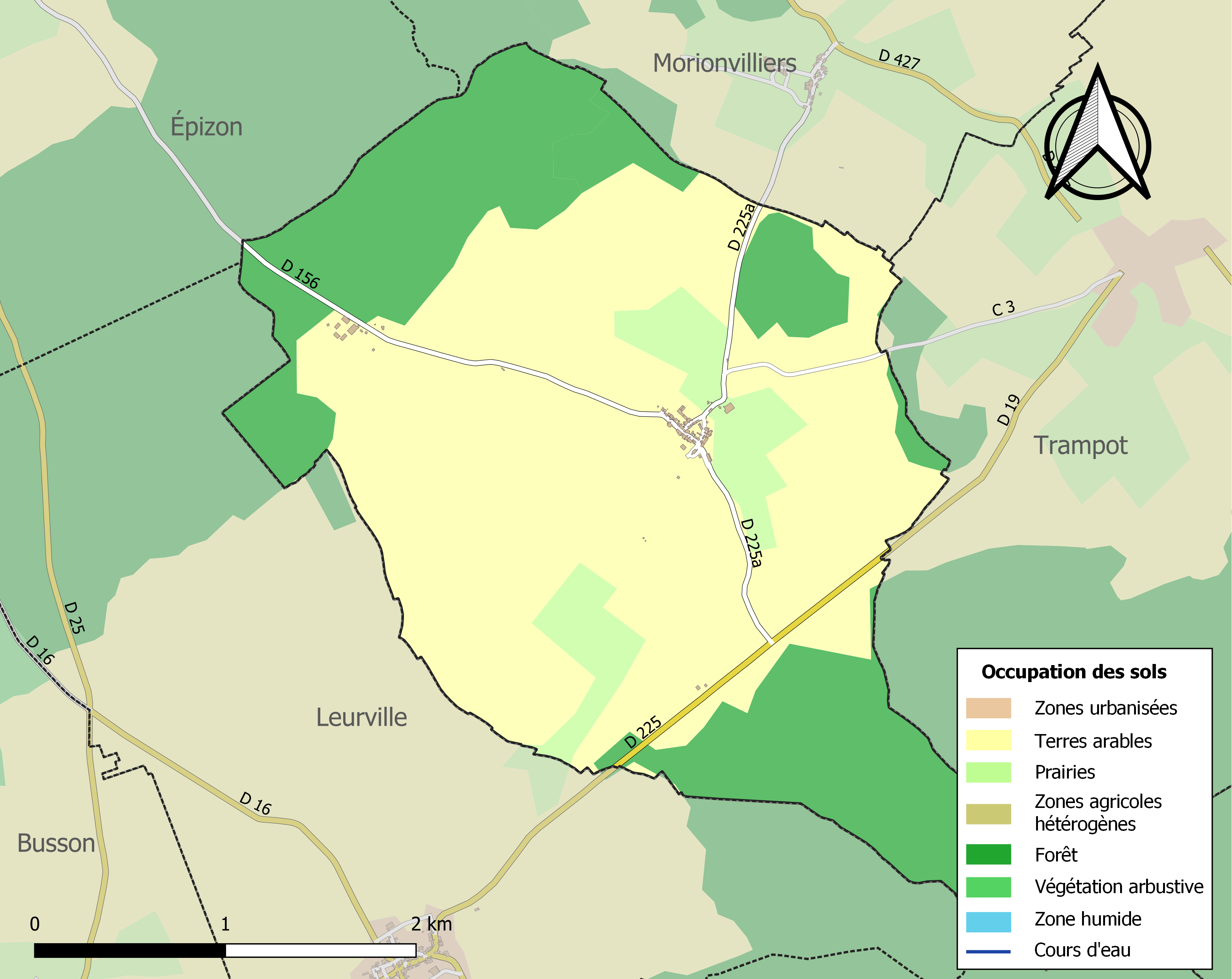
Carte des infrastructures et de l'occupation des sols de la commune en 2018 (CLC).

### Logements
Sur les 26 logements que comptait Chambroncourt en 2019, 3 étaient vacants et un seul était une résidence secondaire ou occasionnelle. Le nombre de logements vacants dans le village est en baisse depuis 2008, il passe de 10 en cette année à 5 en 2013.
14 des 22 logements principaux construit avant 2016 à Chambroncourt sont antérieurs à 1919.
31,8% des Caldénacutiens ont emménagés il y a plus de 30 ans contre 4,5% il y a moins de 2 ans.

### Lieux-dits, hameaux et écarts
La Ferme de la Haute Borne se situe au nord-ouest du village

### Voie de communication et transport
Le village est traversé par la route départementale n°225A (D225A) du nord au sud. cette route permet de rejoindre Morionvilliers par le nord, et la route départementale n°225 (D225) au sud. Le village est relié à Épizon par la route départementale n°156 (D156). Enfin, le village de Trampot est accessible par la route communale n°5 (C5).
Le village est sans doute connecté à un réseau départementale de bus.

## Toponymie
Le nom de la localité est attesté sous les formes Camericurtis (1145) ; Chamberuncuria (1256-1270) ; Chambroncuria (1402) ; Chambroncourt (1443).

## Politique et administration

### Liste des maires

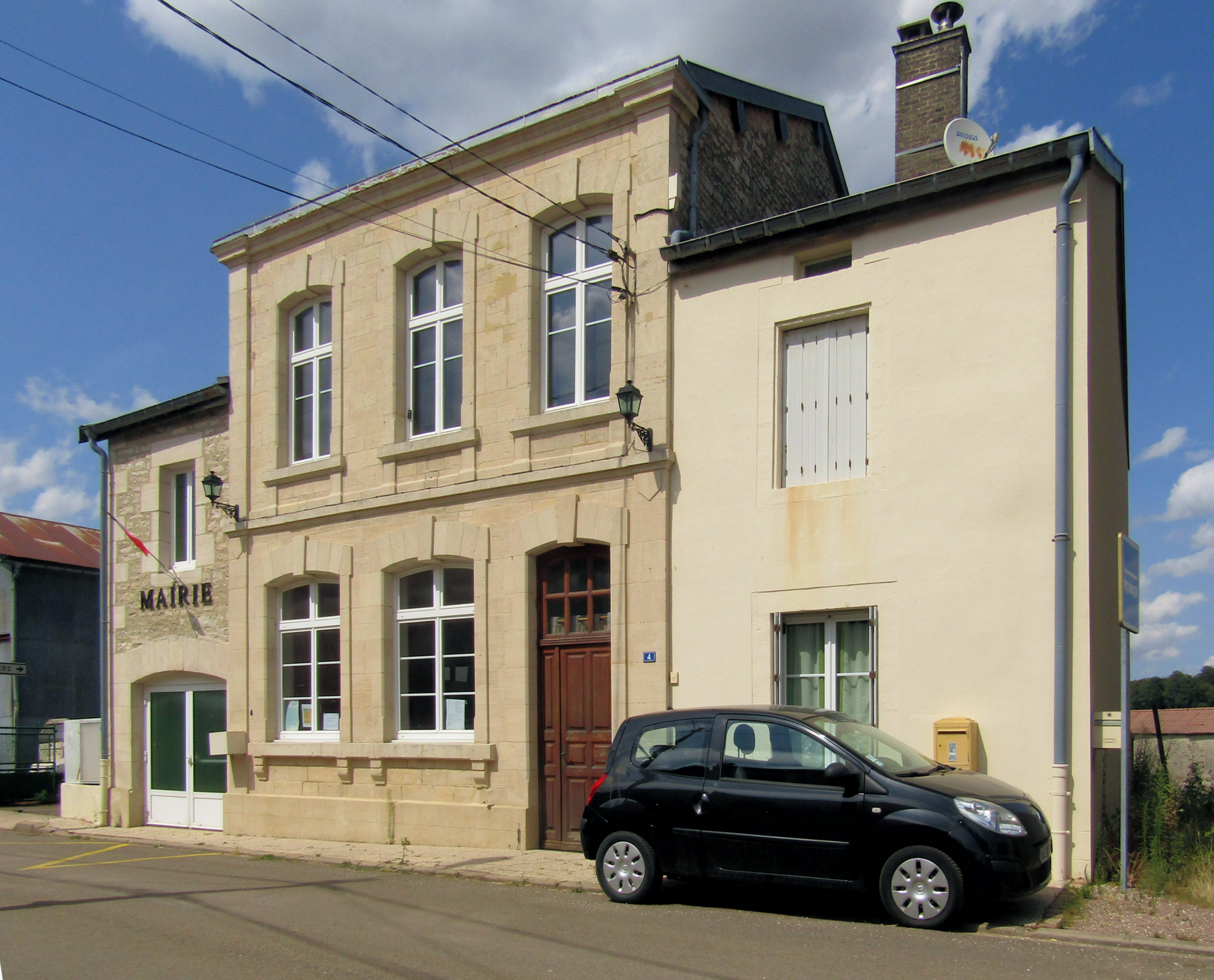
La mairie.

| Période                                  | Période          | Identité        | Étiquette | Qualité |
| ---------------------------------------- | ---------------- | --------------- | --------- | ------- |
| Les données manquantes sont à compléter. |                  |                 |           |         |
| mars 2001                                |                  | Gérard Millot   |           |         |
| 26 mai 2020                              | 12 décembre 2021 | Philippe Fevre  |           |         |
| 20 février 2022                          | En cours         | Michaël Voilqué |           |         |

### Elections
Voici les résultats de l'élection présidentielle de 2022:
| Candidat                    | % des voix | Voix |
| --------------------------- | ---------- | ---- |
| Emmanuel Macron (LREM)      | 19,23%     | 5    |
| Marine Le Pen (RN)          | 69,23%     | 18   |
| Jean-Luc Mélenchon (LFI)    | 0%         | 0    |
| Valérie Pécresse (LR)       | 7,69%      | 2    |
| Éric Zemmour (REC)          | 0%         | 0    |
| Yannick Jadot (EELV)        | 0%         | 0    |
| Jean Lassalle (RES)         | 3,85%      | 1    |
| Philippe Poutou (NPA)       | 0%         | 0    |
| Nathalie Arthaud (LO)       | 0%         | 0    |
| Anne Hidalgo (PS)           | 0%         | 0    |
| Fabien Roussel (PCF)        | 0%         | 0    |
| Nicolas Dupont-Aignan (DLF) | 0%         | 0    |

| Candidat               | % des voix | Voix |
| ---------------------- | ---------- | ---- |
| Emmanuel Macron (LREM) | 22,22%     | 6    |
| Marine Le Pen (RN)     | 77,78%     | 21   |

## Population et société

### Démographie
L'évolution du nombre d'habitants est connue à travers les recensements de la population effectués dans la commune depuis 1793. Pour les communes de moins de 10 000 habitants, une enquête de recensement portant sur toute la population est réalisée tous les cinq ans, les populations de référence des années intermédiaires étant quant à elles estimées par interpolation ou extrapolation. Pour la commune, le premier recensement exhaustif entrant dans le cadre du nouveau dispositif a été réalisé en 2008.

En 2022, la commune comptait 48 habitants, en évolution de −2,04 % par rapport à 2016 (Haute-Marne : −4,62 %, France hors Mayotte : +2,11 %).
| 1793 | 1800 | 1806 | 1821 | 1831 | 1836 | 1841 | 1846 | 1851 |
| ---- | ---- | ---- | ---- | ---- | ---- | ---- | ---- | ---- |
| 220  | 212  | 199  | 196  | 209  | 213  | 202  | 204  | 197  |

| 1856 | 1861 | 1866 | 1872 | 1876 | 1881 | 1886 | 1891 | 1896 |
| ---- | ---- | ---- | ---- | ---- | ---- | ---- | ---- | ---- |
| 196  | 180  | 186  | 175  | 170  | 172  | 169  | 168  | 164  |

| 1901 | 1906 | 1911 | 1921 | 1926 | 1931 | 1936 | 1946 | 1954 |
| ---- | ---- | ---- | ---- | ---- | ---- | ---- | ---- | ---- |
| 140  | 138  | 139  | 99   | 91   | 95   | 91   | 101  | 80   |

| 1962 | 1968 | 1975 | 1982 | 1990 | 1999 | 2006 | 2008 | 2013 |
| ---- | ---- | ---- | ---- | ---- | ---- | ---- | ---- | ---- |
| 82   | 62   | 48   | 45   | 42   | 41   | 39   | 39   | 47   |

| 2018 | 2022 | - | - | - | - | - | - | - |
| ---- | ---- | - | - | - | - | - | - | - |
| 49   | 48   | - | - | - | - | - | - | - |

## Économie
En 2019, le village comptait seulement 3 chômeurs sur 19 personnes actives.

## Culture locale et patrimoine

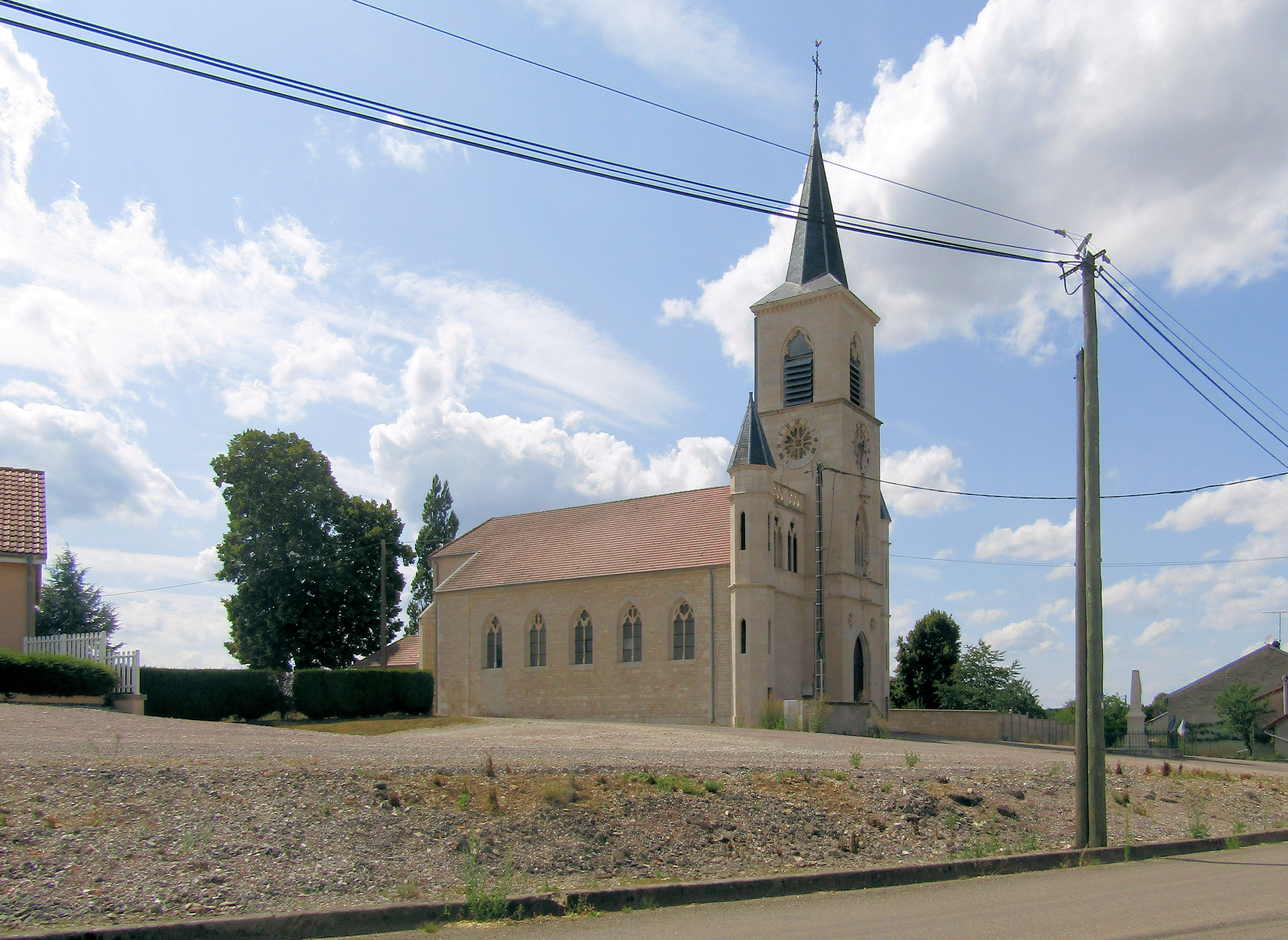
L'église Saint-Thiébault.

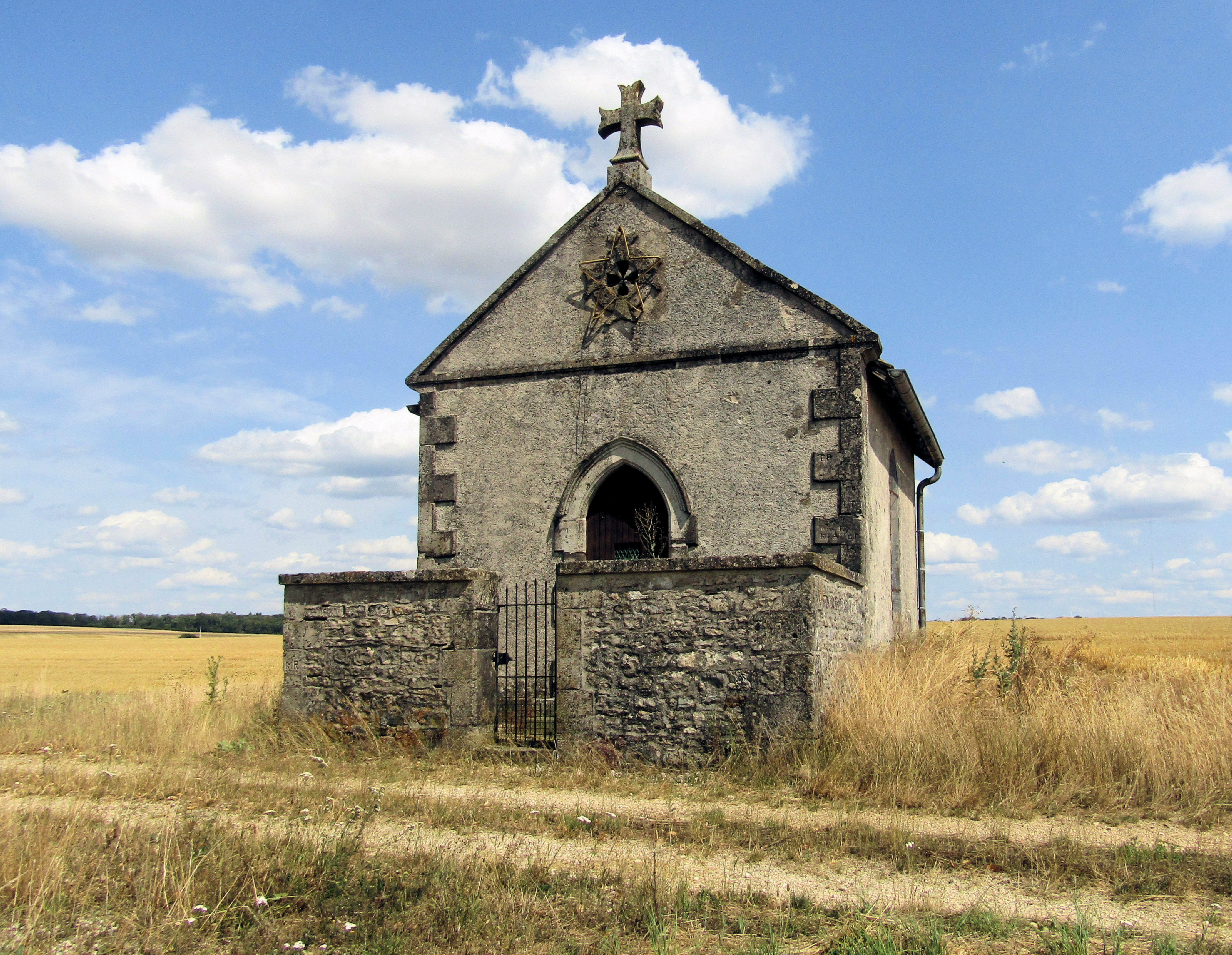
La chapelle Saint-Thiébault.

### Lieux et monuments
- Église Saint-Thiébault, reconstruite en 1844 dans le style gothique.

### Héraldique
| Armes de Chambroncourt | Les armes de Chambroncourt se blasonnent ainsi : De gueules aux cinq fasces d'argent. |

## Photos du village

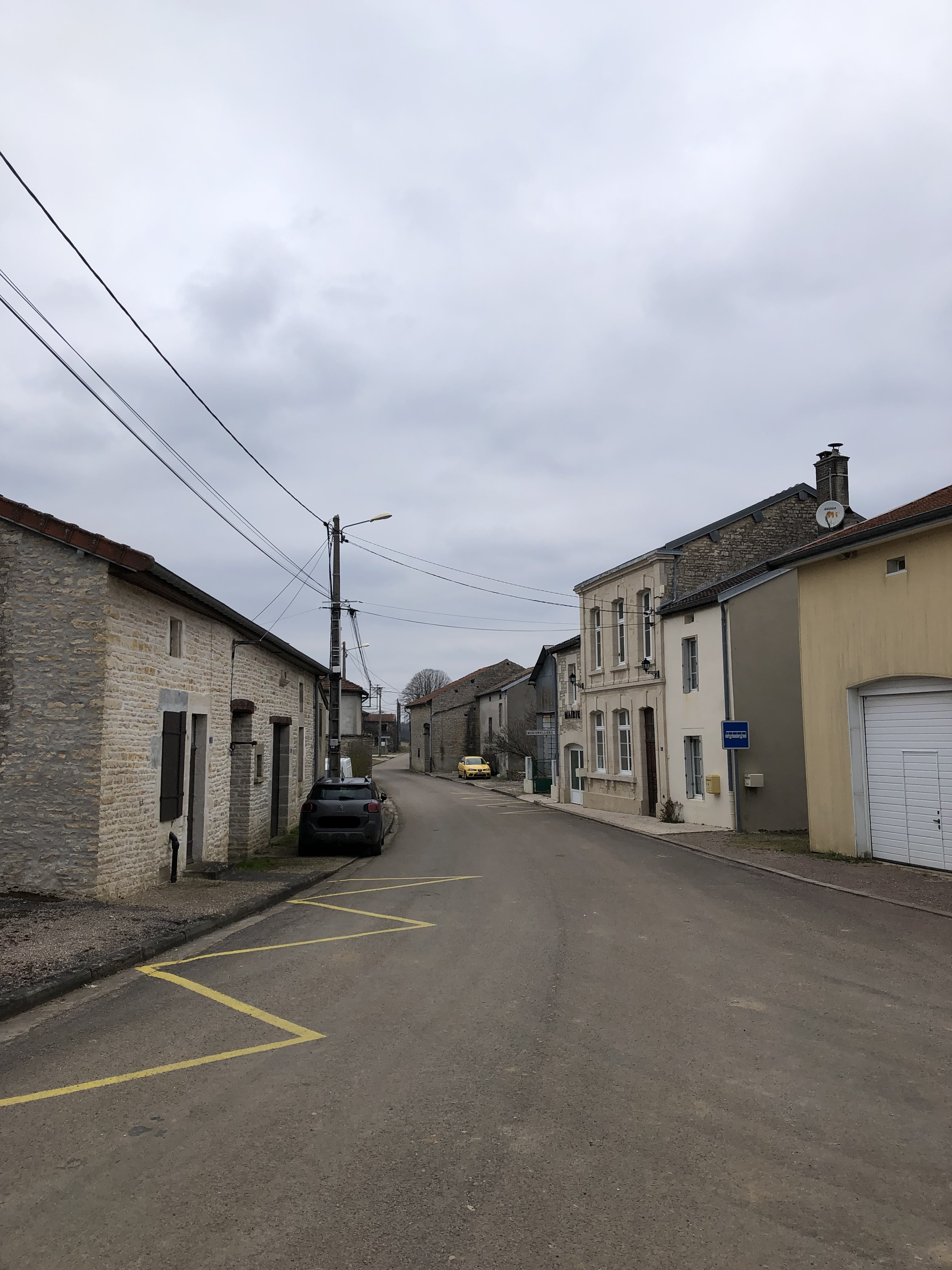
La Grand'Rue de Chambroncourt et la mairie
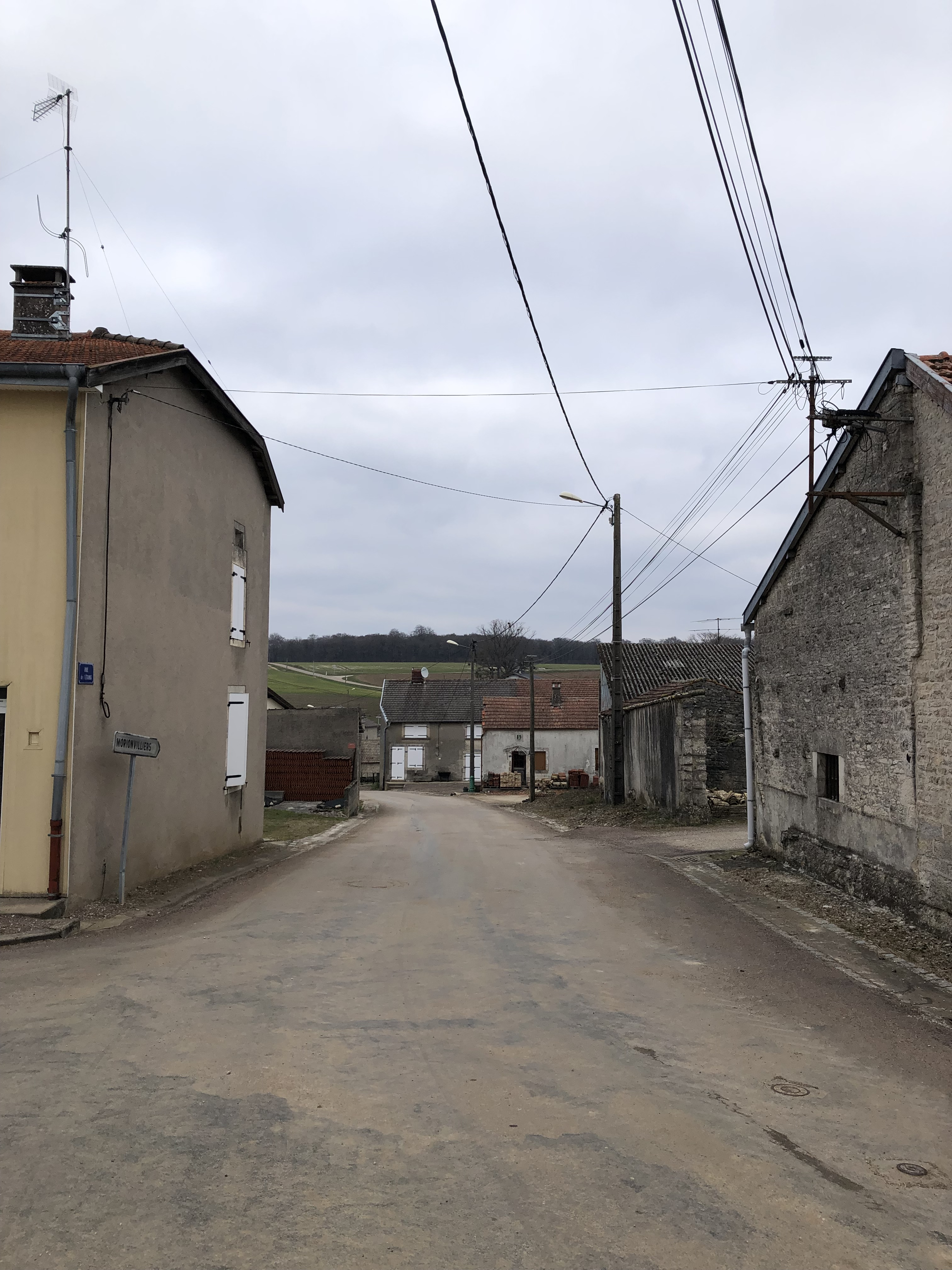
Rue de l'étang
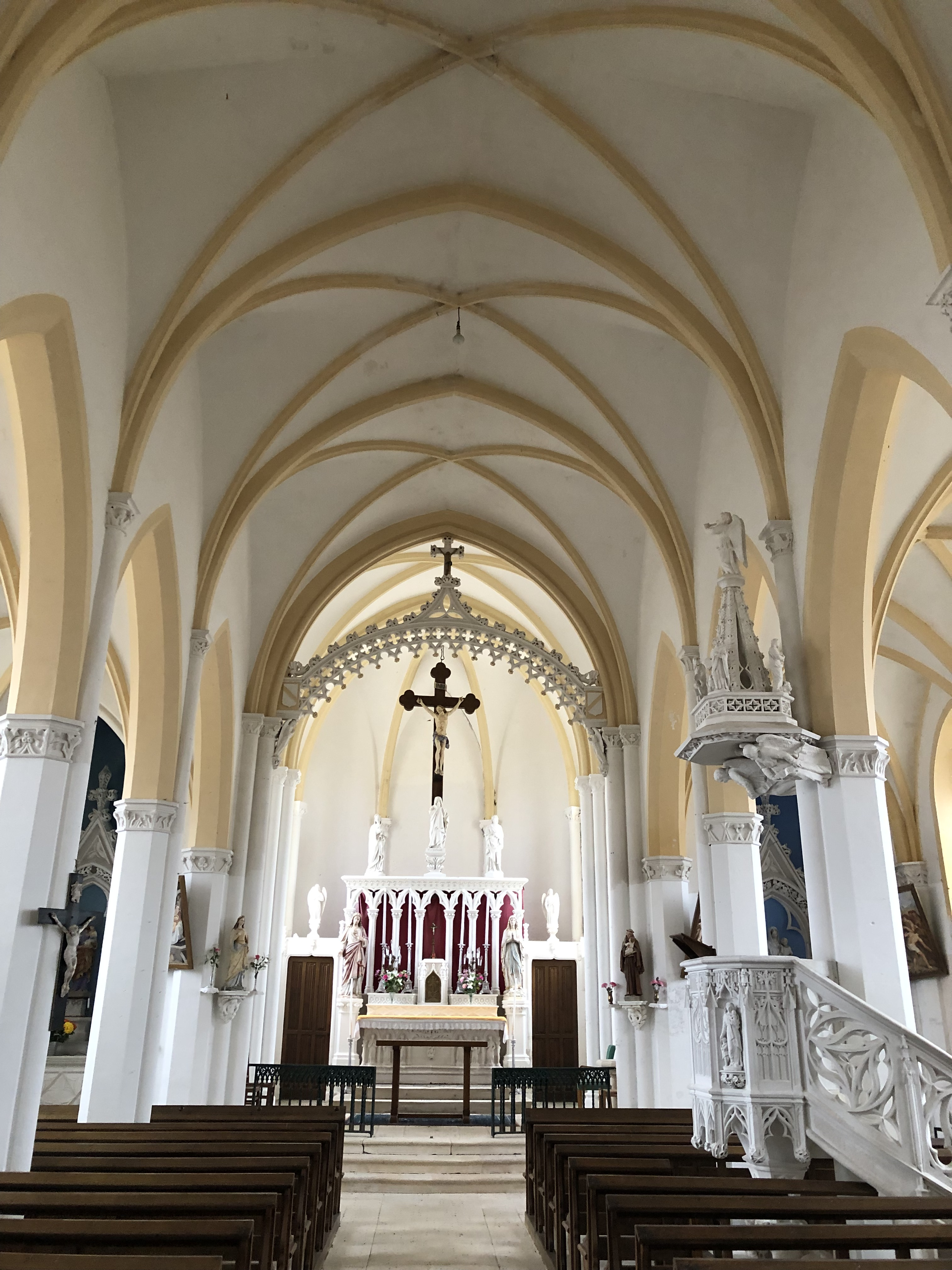
Intérieur de l'église Saint-Thiébault de Chambroncourt
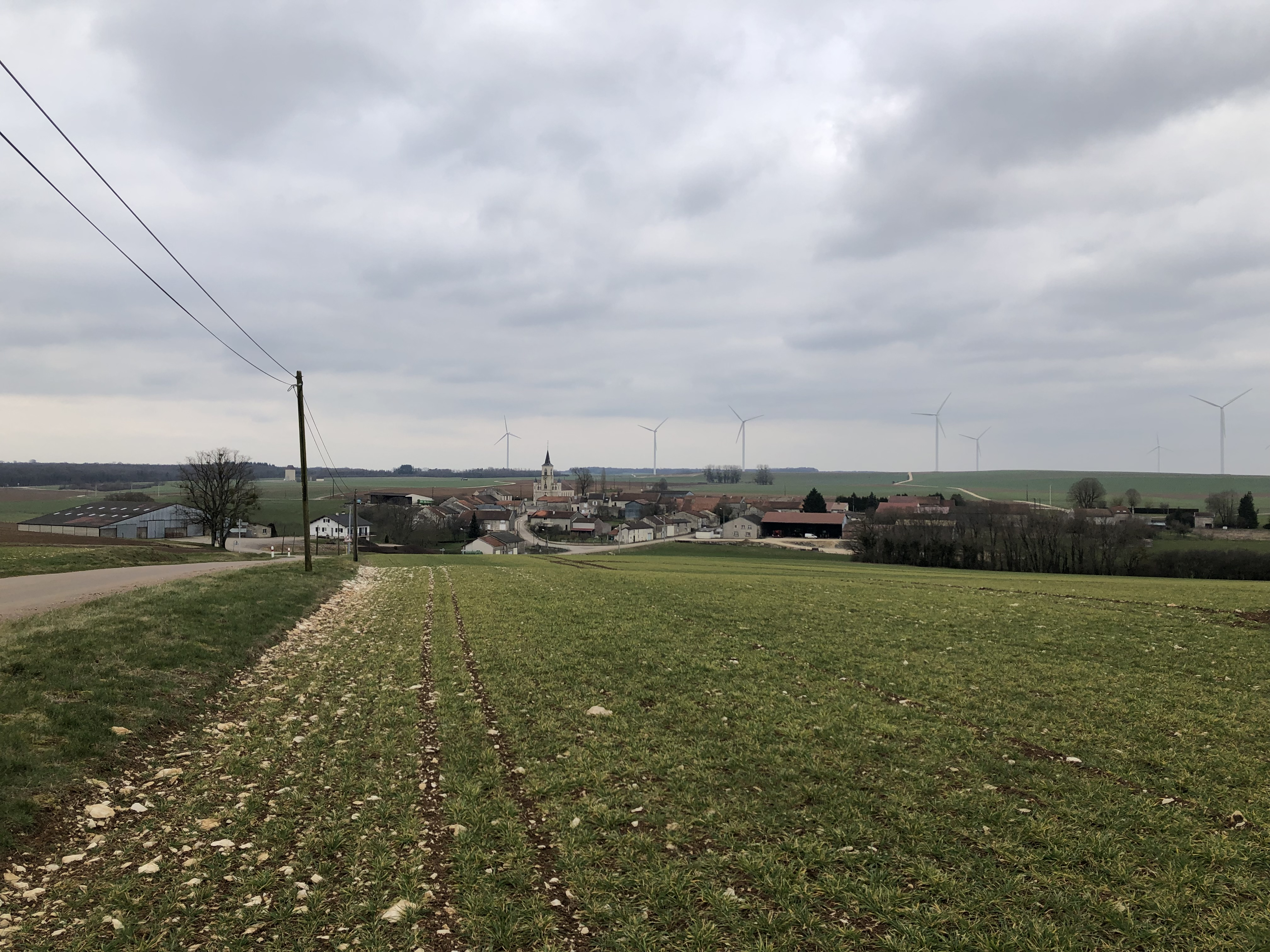
Vue générale de Chambroncourt